# ناوچه کلاس انترپرایز
ناوچه کلاس انترپرایز (به انگلیسی: Enterprise-class frigate) یک کلاس از کشتی است که طول آن ۱۲۰ فوت ۶ اینچ (۳۶٫۷۳ متر) می‌باشد.